# Hans Nüsslein
Hans »Hanne« Nüsslein (IPA: ['hans ˈnʏslaɪ̯n]), nemški tenisač in trener, * 31. marec 1910, Nürnberg, Nemčija, † 28. junij 1991, Altenkirchen, Nemčija.
Hans Nüsslein je med letoma 1930 in 1939 na profesionalnih turnirjih Pro Slam dosegel šest zmag v enajstih nastopil v finalu. Po končani karieri in tudi prej je kot trener vodil več tenisačev, med njimi so bili tudi Don Budge, Wilhelm Bungert, Christian Kuhnke, Dieter Ecklebe in Wolfgang Stuck. Leta 2006 je bil posmrtno sprejet v Mednarodni teniški hram slavnih.